# Phoenicophanta polyrrhoda
Phoenicophanta polyrrhoda là một loài bướm đêm trong họ Noctuidae.